# Liste der Kulturdenkmale in Lugau

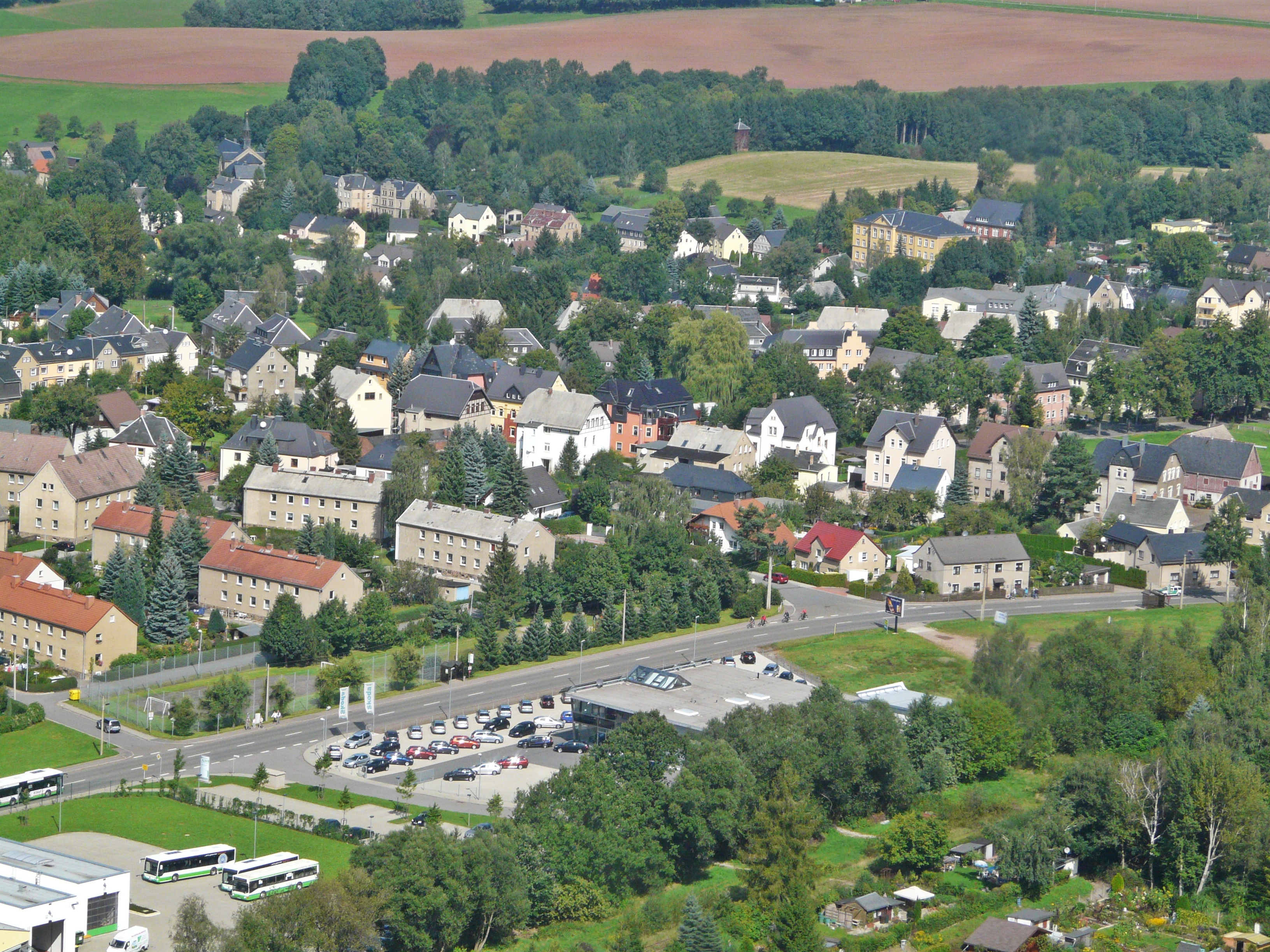
Blick auf Lugau

Diese Liste der Kulturdenkmale in Lugau listet die Kulturdenkmale in Lugau auf.
Sie ist eine Teilliste der Liste der Kulturdenkmale in Sachsen.

## Legende
- Bild: Bild des Kulturdenkmals, ggf. zusätzlich mit einem Link zu weiteren Fotos des Kulturdenkmals im Medienarchiv Wikimedia Commons. Wenn man auf das Kamerasymbol klickt, können Fotos zu Kulturdenkmalen aus dieser Liste hochgeladen werden:
- Bezeichnung: Denkmalgeschützte Objekte und ggf. Bauwerksname des Kulturdenkmals
- Lage: Straßenname und Hausnummer oder Flurstücknummer des Kulturdenkmals. Die Grundsortierung der Liste erfolgt nach dieser Adresse. Der Link (Karte) führt zu verschiedenen Kartendiensten mit der Position des Kulturdenkmals. Fehlt dieser Link, wurden die Koordinaten noch nicht eingetragen. Sind diese bekannt, können sie über ein Tool mit einer Kartenansicht einfach nachgetragen werden. In dieser Kartenansicht sind Kulturdenkmale ohne Koordinaten mit einem roten bzw. orangen Marker dargestellt und können durch Verschieben auf die richtige Position in der Karte mit Koordinaten versehen werden. Kulturdenkmale ohne Bild sind an einem blauen bzw. roten Marker erkennbar.
- Datierung: Baubeginn, Fertigstellung, Datum der Erstnennung oder grobe zeitliche Einordnung entsprechend des Eintrags in der sächsischen Denkmaldatenbank
- Beschreibung: Kurzcharakteristik des Kulturdenkmals entsprechend des Eintrags in der sächsischen Denkmaldatenbank, ggf. ergänzt durch die dort nur selten veröffentlichten Erfassungstexte oder zusätzliche Informationen
- ID: Vom Landesamt für Denkmalpflege Sachsen vergebene, das Kulturdenkmal eindeutig identifizierende Objekt-Nummer. Der Link führt zum PDF-Denkmaldokument des Landesamtes für Denkmalpflege Sachsen. Bei ehemaligen Kulturdenkmalen können die Objektnummern unbekannt sein und deshalb fehlen bzw. die Links von aus der Datenbank entfernten Objektnummern ins Leere führen. Ein ggf. vorhandenes Icon  führt zu den Angaben des Kulturdenkmals bei Wikidata.

## Lugau
| Bild                                    | Bezeichnung | Lage                                    | Datierung                                       | Beschreibung | ID       |
| --------------------------------------- | --- | --------------------------------------- | ----------------------------------------------- | --- | -------- |
| Weitere Bilder                          | Gebäude der Schachtanlage und Halde des ehemaligen Schachtes Neue Fundgrube, später Vertrauen-Schacht | Am Vertrauenschacht 3 (Karte)           | 1903, laut Auskunft                             | Eindrucksvolle und typische Gruppe oberirdischer Anlagen des Steinkohlenbergbaus im Lugau-Oelsnitzer-Revier, einer der ehemals den Höhenzug beherrschenden Schächte, bergbaugeschichtlich, regionalgeschichtlich und ortsgeschichtlich sowie landschaftsgestaltend von Bedeutung. Gruppe von im Winkel miteinander verbundenen, massiven Baukörpern mit jeweils flachen Satteldächern und Fassaden mit Ziegel-Mauerwerks-Sockel und einfache Ziegelgliederungen (Lisenen, Gesimse, Fensterrahmungen), die Fensteröffnungen zum Teil segmentbogig, zum Teil gerade abschließend, sowohl hallenartige als auch normalgeschosshohe Räumlichkeiten, der zum Ort weisende Giebel ursprünglich rundbogig mit erhaltenem Rundfenster, die Dächer preolitschindelgedeckt, zum Teil auch mit Asbestplatten, im Umfeld ehemals zugehörige Wohnhäuser und Siedlung sowie die baumbestandene Halde erhalten. | 09209401 |
| Direkt Bild zu diesem Denkmal hochladen | Wohnhaus in offener Bebauung | August-Bebel-Straße 3 (Karte)           | 1931 laut Bauakte                               | Einfamilien-Fertigteil-Holzhaus, authentisch erhaltenes Beispiel des frühen Fertigteilhausbaues, baugeschichtlich von Bedeutung. Eingeschossiger Bau über quadratischem Grundriss auf Klinkersockel mit hohem Satteldach und Schleppgaupe, die Fassaden wohl verbretterte Paneele, seitlicher Eingangsvorbau unter abgeschlepptem Dach, bauzeitliche Fenster erhalten (gesprosste Kastenfenster), in der Giebelspitze kleines sternförmiges Fenster, die originalen Fensterläden mit Lamellen, womöglich Gebäude der Firma Christoph & Unmack, Niesky. | 09209373 |
| Weitere Bilder                          | Schachtgebäude und Schornstein des ehemaligen Einigkeits-Schachtes, später Baumwollspinnerei Facius | Bahnstraße 1 (Karte)                    | 1856–1876                                       | Älteste, im Wesentlichen im originalen Erscheinungsbild erhaltene Schachtanlage der Region, mit seltenem, über quadratischen Grundriss errichtetem bauzeitlichem Schornstein, aus der Anfangszeit des Steinkohlebergbaus im Lugau-Oelsnitzer-Revier, in bildprägender zentraler Lage im Ort, hervorragendes bergbaugeschichtliches Zeugnis, zudem regionalgeschichtlich und ortsgeschichtlich von Bedeutung. Aus zwei massiven verputzten Baukörpern zusammengesetzte Anlage, der höhere südwestliche heute vier Geschosse hoch (die unteren zwei ursprünglich ein hohes Geschoss) mit ausgebautem mäßig geneigtem und überstehenden Satteldach über gedrungen rechteckigem Grundriss, zur Schauseite (nach Südwesten) wohl 1878 aufgesetzter Dacherker, der ursprüngliche Dachreiter verloren, die Fensteröffnungen in den Obergeschossen original und in den beiden unteren Geschossen verändert, der niedrigere Baukörper in ganzer Breite an die hintere Längsseite des hohen anschließend und über längsrechteckigem Grundriss errichtet, ursprünglich nur ein hohes Geschoss mit relativ hohem, steil bis mäßig geneigtem Walmdach mit Gaupenreihe, jetzt dreigeschossig mit flachem Satteldach und regelmäßig mit segmentbogigen Öffnungen durchfensterten Fassaden, nach Südosten kleinere schuppenartige, nach Nordwesten größere eingeschossige Hallenanbauten (diese Erweiterungen, wie auch die Umgestaltung des niedrigen Gebäudeteils wohl mit dem Umbau zur Spinnerei 1878 errichtet), der originale Schornstein in Ziegel-Sichtmauerwerk über quadratischem Grundriss verjüngt sich nach oben (Höhe zirka 30 m – 40 m), Gebäudegruppe leerstehend, jedoch in weitgehend gutem Bauzustand. | 09209402 |
|                                         | Wohnhaus in Ecklage | Chemnitzer Straße 2 (Karte)             | um 1900                                         | Klinkerbau, authentisch erhaltenes Beispiel eines Wohnhauses aus der Zeit der Industrialisierung der Gemeinde, bildprägende Lage im Ort, baugeschichtlich von Bedeutung. Zweigeschossiger massiver Klinkerbau über nahezu quadratischem Grundriss mit dreiachsigem Mittelrisalit mit Dacherker, Sockel in Sandstein-Polygonalmauerwerk, Kunststein Fenster- und Türgewände, im ersten Obergeschoss mit kräftiger Dreiecksgiebelverdachung der Fenster, mächtiges verkröpftes Traufgesims mit Zahnschnitt, am Risalitgiebel das Traufgesims auf Konsolen, teils original erhaltene Galgenfenster, originale zweiflügelige Hauseingangstür, Wohnungseingangstüren, Treppe mit hölzernem Geländer usw., das Dach ohne weitere Aufbauten preolitschindelgedeckt. | 09209374 |
| Direkt Bild zu diesem Denkmal hochladen | Jägerhaus | Flockenstraße 2 (Karte)                 | 1728, laut Literatur                            | Heute Wohnhaus, Fachwerk-Obergeschoss verputzt, hohes Walmdach, seltenes, authentisch erhaltenes Beispiel dieses Bautyps in der Region, ältestes Gebäude Oberlugaus, baugeschichtliche und ortshistorische Bedeutung. Erdgeschoss massiv, verputzt und mit segmentbogenförmigen Fensteröffnungen, Fachwerk-Obergeschoss verputzt und an der Südseite verbrettert, kräftiges hölzernes Traufprofil, hohes Walmdach mit altdeutscher Schieferdeckung und drei stehenden Gaupen, historischer Fensterbestand: teils Galgenfenster, teils achtteilige Sprossenfenster (vierflügelig, mit aufgehendem Pfosten und Querholz). | 09209332 |
| Direkt Bild zu diesem Denkmal hochladen | Kokerei-Versuchsanlage | Flockenstraße 98 (Karte)                | 1923 laut Bauakte                               | Heute Turnhalle, einprägsamer Baukörper in ortsbildprägender Lage, gutes Beispiel für eine Umnutzung historischer Substanz, baugeschichtlich, technikgeschichtlich und ortsgeschichtlich von Bedeutung. Viergeschossiger Ziegelbau (zum Teil ziegelausgefachte Stahlfachwerkkonstruktion) mit flachem Mansarddach und angebauter Halle (heute Turnhalle), bis auf die kräftige kubische Klinkerrahmung der Eingangstür und dem darüberliegenden Austritt sowie die sichtbare Stahlkonstruktion ohne weitere Gliederungselemente, Holzsprossen-Industriefenster an den Traufseiten original, giebelseitig Kippfenster, am Austritt über dem Haupteingang schmiedeeisernes Brüstungsgitter mit Bezeichnung „1954“, Bauherr der Versuchsanlage: Gewerkschaft Gottes Segen. | 09209366 |
| Direkt Bild zu diesem Denkmal hochladen | Halde des ehemaligen Hoffnung-Schachtes | Fundgrubenweg (Karte)                   | 1870–1931                                       | Relativ kleine, doch weithin sichtbare Aufschüttung in freier und erhöhter Lage über das Hegebachtal, letztes Relikt dieses ehemals den Höhenzug mit beherrschenden Schachtes, Zeugnis des Steinkohlebergbaus im Lugau-Oelsnitzer-Revier, bergbaugeschichtlich, regionalgeschichtlich und ortsgeschichtlich sowie landschaftsgestaltend von Bedeutung. Bewachsene Aufschüttung am nach Westen, zum Hegebachtal, abfallenden Hangs des südlich des alten Dorfs Lugau verlaufenden Höhenzuges. | 09209409 |
| Direkt Bild zu diesem Denkmal hochladen | Wasserhäuschen | Gleisstraße 2 (neben) (Karte)           | 1927 laut Auskunft (Wasserhaus)                 | In zeittypischen Formen gestalteter Zweckbau, stadttechnikgeschichtliche Bedeutung. Massiver Putzbau auf Klinkersockel mit Laderampe und Satteldach, um Fenster, Türen und an den Gebäudeecken Klinkergliederungen, die verkröpften Traufgesimse sowie die Ortgangbereiche mit einfachen Klinkerprofilierungen, Fenster mit originaler schmiedeeiserner Vergitterung, originaler Kratzputz, jüngere Asbestplattendeckung. | 09209380 |
| Direkt Bild zu diesem Denkmal hochladen | Wohnstallhaus eines Bauernhofes | Glockenturmweg 3 (Karte)                | 2. Hälfte 18. Jahrhundert                       | Obergeschoss Fachwerk, stattlicher zeit- und landschaftstypischer Bau in weitgehend originalem Zustand, Teil der historischen Ortsstruktur, baugeschichtlich von Bedeutung. Das Erdgeschoss massiv (Bruchstein) und verputzt mit profilierten Natursteingewänden, das Türgewände entfernt, das Fachwerk-Obergeschoss verschiefert, Rückseite fachwerksichtig (strebenreich, Streben eingezapft), das Obergeschoss und die Giebeldreiecke jeweils etwas vorkragend, historische Fenster verloren, die Dachkonstruktion liegender Stuhl und geblattete Holzverbindung, auf den Kehlbalken stehender Stuhl, im Spitzbogen Streuboden mit Lehmstrich, preußische Kappen im Stall und Hausflur. | 09209384 |
| Weitere Bilder                          | Ehemaliges Verwaltungsgebäude und Beamtenwohnhaus des Gottes-Segen-Schachtes | Gottes-Segen-Schacht-Straße 49 (Karte)  | im Kern 1861 laut Auskunft (Verwaltungsgebäude) | Putzbau in bildprägender Einzellage, Teil der erhaltenen obertägigen Anlagen des Schachtes, nach dem Krieg Wohnhaus des Bergmanns und Begründers der sozialistischen Aktivistenbewegung Adolf Hennecke (1905–1975), ortsgeschichtlich, bergbaugeschichtlich und sozialgeschichtlich von Bedeutung. Zweigeschossiger, relativ langgestreckter und massiver Putzbau mit westlichem Risalit, Drempel, Rundbogeneingang und sehr flachem Satteldach, wenige originale Fenster erhalten, schöne originale zweiflüglige Eingangstür mit vergitterten Glasfeldern und sternförmig gesprosstem Oberlicht erhalten, originaler Edelputzbestand mit großem erhabenem Schriftzug: „Gewerkschaft Gottes Segen“, im Innern Terrazzofußboden, Bleiglasfenster, originaler Treppen- und Türbestand. Hausbaum: Kastanie | 09209367 |
| Weitere Bilder                          | Bergbauanlage mit Mannschaftsbad, Maschinenhalle und eingebauten Teilen der Fördertürme (Gottes-Segen-Schacht-Straße 57b), Pumpenhaus und Teich (Gottes-Segen-Schacht-Straße –, neben Haus-Nr. 52) sowie Halde (Zechenstraße 48) der ehemaligen Doppelschachtanlage Gottes-Segen-Schacht und Glückauf-Schacht | Gottes-Segen-Schacht-Straße 57b (Karte) | Gebäude um 1900 (Bergbauanlage)                 | Bildprägendes Ensemble in relativ zentraler Lage, trotz Reduktion eindrucksvolle und typische Gruppe oberirdischer Anlagen des Steinkohlebergbaus in Lugau-Oelsnitzer-Revier, bergbaugeschichtlich, regionalgeschichtlich und ortsgeschichtlich sowie landschaftsgestaltend von Bedeutung. Hauptkomplex mit zwei giebelständigen Risaliten, auf Bruchsteinsockel, Einhausung für die Fördertürme eingebaut, Fensteröffnungen segmentbogenförmig mit Metallsprossenfenstern, Vertikalgliederung durch Lisene und horizontal durch schlichte Ziegelfriese, das Pumpenhaus schlichter eingeschossiger Ziegelbau über quadratischem Grundriss von zirka 4 m × 4 m, die Halde heute als Motor-Cross-Strecke genutzt, im Umfeld ehemaliges Huthaus (später auch Gaststätte), Wohn- und andere zur Schachtanlage gehörende Gebäude (in allerdings verändertem Zustand) erhalten, Gottes-Segen-Schacht 1856–1891 abgeteuft, 1938 verfüllt, Glückauf-Schacht 1866–1897, verfüllt 1928–1930 | 09209368 |
| Direkt Bild zu diesem Denkmal hochladen | Wohnhaus in offener Bebauung | Hohensteiner Straße 1 (Karte)           | um 1880                                         | Authentisch erhaltener, gründerzeitlicher Putzbau in zentraler Lage gegenüber dem Bahnhof, baugeschichtlich von Bedeutung. Zweigeschossiger massiver Putzbau auf flachem Polygonmauerwerksockel mit zwei zweiachsigen Risaliten mit Dacherker und mäßig geneigtem ausgebautem und überstehendem Satteldach mit originaler Schieferdeckung, der Dachüberstand mit geschweift gesägten Sparren- und Pfettenenden und mit erhaltener Laubsägeverzierung in den Giebelspitzen der Risalite (ursprünglich auch an den Giebelseiten), profilierte Werkstein-Fenstergewände und Türgewände im Erdgeschoss (originale Ladeneinbauten) und im Obergeschoss erhalten, bis auf den straßenseitigen Erdgeschoss-Bereich originale Putzgliederung, Nutung im Erdgeschoss, profiliertes Gurtgesims, Ecklisene, Fensterbänke (im Obergeschoss auf Konsolen) und -verdachungen erhalten, in allen Giebelspitzen Rundfenster, im Obergeschoss und Dachgeschoss überwiegend originaler Fensterbestand (Galgenfenster), am rechten Risalit zwischen den Obergeschoss-Fenstern, originale schmiedeeiserne Fahnenhalter erhalten. | 09209378 |
| Direkt Bild zu diesem Denkmal hochladen | Wohnhaus in offener Bebauung und in Ecklage | Hohensteiner Straße 2 (Karte)           | 1858 laut Literatur                             | Zeittypische Putzfassade, als Wohnhaus mit Handelsgeschäft für Bergbau-Artikel des Lugauer Unternehmers Johann Rudolph Facius errichtet, in bildprägender Ecklage, baugeschichtlich und ortsgeschichtlich von Bedeutung. Zweigeschossiger massiver Putzbau (saniert) mit giebelständigem Risalit und mäßig geneigtem überstehenden Satteldach, vereinfachte Fassadengliederung mit Putzbändern und Spiegeln, Lisenen, Putznutungen, Mäander- und Flechtbandfriesen, wenige Öffnungen verändert (zugesetzt), Dreiecksgiebelverdachung der Obergeschoss-Fenster und skulptierte Brüstungsfelder, geschweift gesägte Sparren- und Pfettenenden, Preolitschindeldeckung, Tür und Fenster neu, der massive Eingangsvorbau ursprünglich in Eisengitterkonstruktion. | 09209377 |
| Direkt Bild zu diesem Denkmal hochladen | Wohnhaus in offener Bebauung | Hohensteiner Straße 5a (Karte)          | 1930er Jahre                                    | Authentisch erhaltener und ansprechend gestalteter Bau im Heimatstil, baugeschichtliche Bedeutung. Relativ kleiner, 1geschossiger Bau über quadratischem Grundriss mit steilem Satteldach, eine Ecke eingezogen mit Bruchsteineckpfeiler, die segmentbogigen Öffnungen mit Paneelfüllung (im Stile eines Umgebindes), im Erdgeschoss Segmentbogenfenster, teils vergittert, Fenster, Lamellenfensterläden u. Tür original, Schieferdeckung, originaler Strukturreibeputz. | 09209379 |
| Direkt Bild zu diesem Denkmal hochladen | Wohnhaus in offener Bebauung | Hohensteiner Straße 25 (Karte)          | 1903 laut Bauakte                               | Klinkerfassade, zeittypisch erhaltenes Mietshaus aus der Phase der Industrialisierung des Ortes, Teil eines Ensembles, ortsentwicklungsgeschichtlich und baugeschichtlich von Bedeutung. Zweigeschossiger Massivbau in Klinkerblendmauerwerk mit kunststeinerner Eckquaderung, Sockel-, Geschoss- und Traufgesims sowie kunststeinernen Gewänden, im Obergeschoss mit Sohlbänken auf Konsolen, die Brüstungsfelder abgesetzt, im Obergeschoss mit Adlermotiv, das ausgebaute Mansarddach mit ein- und zweifenstrigen Gaupen mit ebenfalls kunststeinernen Gewänden und Giebeldreiecken schiefergedeckt (neu). | 09209376 |
| Direkt Bild zu diesem Denkmal hochladen | Wohnhaus in offener Bebauung | Hohensteiner Straße 27 (Karte)          | 1903 laut Bauakte                               | Klinkerfassade, zeittypisches Mietshaus aus der Phase der Industrialisierung des Ortes, Teil eines Ensembles, ortsentwicklungsgeschichtlich und baugeschichtlich von Bedeutung. Zweigeschossiger Massivbau in Klinkerverblendmauerwerk mit kunststeinerner Eckquaderung, Sockel-, Geschoss- und Traufgesims sowie kunststeinernen Gewänden, im Obergeschoss mit Sohlbänken auf Konsolen, die Brüstungsfelder abgesetzt, im Obergeschoss mit Adlermotiv, das ausgebaute Mansarddach mit ein- und zweifenstrigen Gaupen mit ebenfalls kunststeinernen Gewänden und Giebeldreiecken schiefergedeckt (neu). | 09209403 |
| Direkt Bild zu diesem Denkmal hochladen | Wohnhaus in offener Bebauung | Hohensteiner Straße 29 (Karte)          | 1904 laut Bauakte                               | Klinkerfassade, zeittypisch erhaltenes Mietshaus aus der Phase der Industrialisierung des Ortes, Teil eines Ensembles, ortsentwicklungsgeschichtlich und baugeschichtlich von Bedeutung. Zweigeschossiger Massivbau in Klinkerverblendmauerwerk mit kunststeinerner Eckquaderung und Sockelgesims, der Sockel und die Gewände im Obergeschoss und an den Giebelseiten des Dachgeschosses mit Konsolen und gerader Verdachungen, ebenfalls kunststeinern, das ausgebaute steil bis mäßig geneigte und überstehende Krüppelwalmdach mit straßenseitig mittigem Dacherker, dieser ebenfalls mit Krüppelwalm, der mit Drempel versehene Dachgeschossbereich straßenseitig (inklusive des Erkers) mit vorgeblendetem Zierfachwerk, das Dach schiefergedeckt. | 09209404 |
| Direkt Bild zu diesem Denkmal hochladen | Doppelwohnhaus in offener Bebauung | Hohensteiner Straße 31; 33 (Karte)      | 1906 laut Bauakte                               | Klinkerfassade, zeittypisch erhaltenes Mietshaus aus der Phase der Industrialisierung des Ortes, Teil eines Ensembles, ortsentwicklungsgeschichtlich und baugeschichtlich von Bedeutung. Zweigeschossiger Massivbau im Klinkerverblend-Mauerwerk mit kunststeinerner Eckquaderung und Sockelgesims, die Gewände im Obergeschoss und im Dachgeschoss mit Konsolen und segmentbogigen Verdachungen und ebenfalls kunststeinern, das ausgebaute steil bis mäßig geneigte und überstehende Satteldach mit Drempel sowie je Haushälfte mittigem Dachhäuschen, seitlich davon einfach stehende Gaupen sämtlich mit überstehendem Satteldächern. | 09209405 |
| Direkt Bild zu diesem Denkmal hochladen | Halde des ehemaligen Westphalia-Schachtes, später Saxonia-Schacht | Hohensteiner Straße 97 (bei) (Karte)    | 1855–1876                                       | Relativ kleine, doch weithin sichtbare Aufschüttung in freier und erhöhter Lage, letzter direkter Hinweis auf die hier vorhanden gewesene Schachtanlage, Zeugnis des Steinkohlebergbaus im Lugau-Oelsnitzer-Revier, bergbaugeschichtlich, regionalgeschichtlich und ortsgeschichtlich sowie landschaftsgestaltend von Bedeutung. Bewachsene Aufschüttung, südwestlich (talwärts Richtung Lugau) an eine kleine Gebäudegruppe an der Hohensteiner Straße anschließend. | 09209406 |
| Direkt Bild zu diesem Denkmal hochladen | Wohnhaus in offener Bebauung | Kurze Straße 3 (Karte)                  | wohl 18. Jahrhundert                            | Obergeschoss Fachwerk verkleidet, weitgehend authentisch erhaltener zeit- und landschaftstypischer Bau, Teil der historischen Ortskernbebauung, baugeschichtlich von Bedeutung. Erdgeschoss massiv, neu verputzt, intakte Fassadenstruktur, Obergeschoss Fachwerk verkleidet (Asbestzementplatten) mit originalen Öffnungsgrößen, Satteldach. | 09209381 |
| Weitere Bilder                          | Rathaus und Vorplatz mit Stützmauer, Einfriedung und Brunnen sowie seitliche Toranlage | Obere Hauptstraße 26 (Karte)            | 1913–1914                                       | Putzfassade mit Dachreiter, Reformstil-Architektur, zeittypisch und ansprechend gestalteter Bau in ortsbildprägender Lage sowie in gutem Originalzustand, baugeschichtlich und ortsgeschichtlich sowie städtebaulich von Bedeutung. Dreigeschossiger, massiver Putzbau auf langgestrecktem rechteckigem Grundriss mit platzseitig mittig vorgelagerter zweiläufiger Freitreppe (Granitstufen), der Eingang unter einem Altan, zwischen zweitem und drittem Obergeschoss durchlaufende Dachschürze, hohes schiefergedecktes Walmdach mit Gaupen und vierseitigem Dachreiter mit Uhr, der Putz erneuert, in der Fläche Stuckrosetten, Festons am Altan, das Treppengeländer aus skulpierten Kunststeinteilen, mit flankierenden Laternen (eine je Seite), die Türen original, Fenster erneuert (mit aufgenommener Sprossung), im Inneren originale baufeste Ausstattung erhalten (Türen, Bleiglasfenster, Treppe usw.), Brunnen: Pophyrtuffbecken mit darin stehender Säule, diese bekrönt mit gitterartigem Aufsatz mit floralem und figürlichem Metallschmuck, einst Geschenk der Regierung an die Stadt. | 09209372 |
|                                         | Gedenkstätte für die Verfolgten des Naziregimes | Poststraße 2 (neben) (Karte)            | nach 1945 (Gedenkstein)                         | Typisches Beispiel DDR-zeitlicher Geschichtsaufarbeitung, ortsgeschichtlich und gesellschaftsgeschichtlich von Bedeutung. Kunststeinstele mit Inschrift vor flacher Mauer aus Quadermauerwerk, Platzanlage mit Schieferplattenpflaster. | 09209369 |
| Direkt Bild zu diesem Denkmal hochladen | Postgebäude in offener Bebauung | Poststraße 10 (Karte)                   | 1895, laut Literatur                            | Stattlicher, authentisch erhaltener zeittypischer Putzbau, ortsgeschichtlich von Bedeutung. Als „kaiserliches“ Postamt errichteter, zweigeschossiger, massiver Putzbau auf Sockel im Porphyrtuff, Polygonalmauerwerk, fünfachsiger Mittelrisalit mit übergiebelten mittleren Achsen und Putzspiegeln, wohl ehemals mit Wappen, Fenster- und Türgewände profiliert und aus Sandstein, die Erdgeschoss-Fenster segmentbogenförmig mit Scheitelstein, kräftig ausgebildetes Kranzgesims auf Konsolen, seitlich die Schalterhalle als eingeschossiger und analog gestalteter wohl nachträglicher Anbau mit Flachdach und straßenseitiger Attikaaufmauerung, Galgenfenster nicht bauzeitlich, originale zweiflüglige Eingangstür mit Oberlicht und vergittertem Glasfeldern, die Eingangstreppe mit originalem schmiedeeisernem Geländer. | 09209370 |
| Direkt Bild zu diesem Denkmal hochladen | Verwaltungsgebäude in offener Bebauung | Poststraße 24 (Karte)                   | bezeichnet 1927                                 | Für die AOK errichteter, stattlicher und zeittypischer sowie den Rathausvorplatz mitprägender Putzbau, anfänglich auch das Arbeitsamt aufnehmend, baugeschichtlich und ortsgeschichtlich sowie städtebaulich von Bedeutung. Zweigeschossiger massiver Putzbau über gedrungen rechteckigem Grundriss mit hohem und zweigeschossig ausgebautem mansardartigem Dach, der bis an die Erdgeschoss-Brüstungen reichende Klinkersockel mit originalem Ladeneinbau zur Poststraße, zum Rathausvorplatz breite Schaufenster mit breitem dreiachsigen und flach übergiebeltem Mittelrisalit, im Giebeldreieck mit „1927“ bezeichnet, an den im Erdgeschoss eingezogenen Ecken des Mittelrisalites die zwei Büroeingänge, die fünf schmalen dazwischenliegenden Fenster eng nebeneinander in dem segmentbogig ausgestellten Bereich (Klinkermauerwerk) angeordnet, zur Poststraße Polygonalerker im Obergeschoss und Dachgeschoss, die Fenster des Risalites und die des Erdgeschosses gedrungen querrechteckig, die übrigen gedrungen hochrechteckig und ursprünglich mit Läden, das Treppenhaus mit Haupteingang an der schlichter gestalteten Rückseite breit und flach segmentbogenförmig ausgestellt, um die Fenster (zum Teil mit Verdachung), am Risalit auch zwischen den Geschossen, unter der als weite Hohlkehle ausgebildeten Traufe sowie um das Giebeldreieck zum Teil kräftige, zeittypische Putzprofile, originaler grünlich eingefärbter Edelputz, am Risalit über dem Obergeschoss aufgesetzter Schriftzug „Sozialversicherung“ (nachträglich), Türen, Fenster und Dachdeckung neu, im Zusammenhang mit dem Gebäude gestalteter Vorplatz verwachsen. | 09209371 |
| Direkt Bild zu diesem Denkmal hochladen | Halde des ehemaligen Viktoria-Schachtes | Rhenaniaweg (Karte)                     | 1872–1930                                       | Relativ große, unweit des Ortszentrums gelegene Aufschüttung, letztes Relikt dieses Schachtes, Zeugnis des Steinkohlebergbaus im Lugau-Oelsnitzer Revier, bergbaugeschichtlich, regionalhistorisch und ortsgeschichtlich sowie landschaftsgestaltend von Bedeutung. Bewachsene, tafelbergartige Aufschüttung nordöstlich der Schule. | 09209410 |
| Weitere Bilder                          | Zwei Schulgebäude und Turnhalle (mit Hausmeisterwohnung) | Schulstraße 6 (Karte)                   | 1878–1879 (vorderes Schulgebäude)               | Ältere Schule mit Putzfassade, jüngere Schule mit Klinkerfassade, stattliche und zeittypische Bauten in weitgehend originalem Erscheinungsbild, baugeschichtlich und ortsgeschichtlich von Bedeutung. - Jüngeres Schulgebäude: Zweigeschossiger klinkerverblendeter Bau mit symmetrischer Fassadengliederung, flacher Mittelrisalit mit gekoppelten Obergeschoss-Fenstern und seitlich je vier Fensterachsen, auf Porphyrtuffsockel in Polygonalmauerwerk, die Tür- und Fenstergewände im ersten Obergeschoss mit geraden Verdachungen und Gesimsen aus Sandstein, das Traufgesims verkröpft, das Satteldach mit Schieferdeckung und nachträglich aufgesetzten Schleppgaupen, die historischen Fenster verloren, der schmale Mittelrisalit ursprünglich wohl mit Giebel. - Turnhalle mit Hausmeisterwohnung: Im Winkel zu jüngerem Schulgebäude errichtet und prinzipiell analog gestalteter Bau mit symmetrisch gegliedertem Schaugiebel, dieser mit mittiger Rundbogentür, darüber zwei gekoppelte Fensterpaare (wohl des Treppenhauses), seitlich je eine Fensterachse über zwei Geschosse reichend, im Giebel drei Rundfenster, an der Längsseite die höheren Turnhallenfenster, alle Fenster mit Gewänden – diese, das verkröpfte Traufprofil und das schlichte Ortgangprofil in Sandstein. - Älteres Schulgebäude: An der Straße über breitgelagertem rechteckigem Grundriss errichteter dreigeschossiger massiver Putzbau mit regelmäßiger, zeittypischer Fassadengliederung mit zwölf Achsen, die vierte bis sechste Achse nimmt ein flacher übergiebelter Mittelrisalit ein, in dessen zweitem Obergeschoss größere Fenster (wohl der Aula), der Eingang in Risalitmitte, in dessen Giebel Uhr, Brüstungsgesims im ersten Obergeschoss, Traufgesims und Giebelrahmung in profiliertem Sandstein, ebenso die Fenstergewände im Erdgeschoss und ersten Obergeschoss, im zweiten Obergeschoss einfache originale Putzgliederung um die Aulafenster, granitener Polygonalmauerwerk-Sockel, das flache Walmdach schiefergedeckt, Tür 1. Hälfte 20. Jahrhundert, Fenster neu. | 09209400 |
| Direkt Bild zu diesem Denkmal hochladen | Wohnhaus in offener Bebauung | Schulstraße 8 (Karte)                   | bezeichnet 1849                                 | Obergeschoss Fachwerk, zeit- und regionaltypisches Gebäude in weitgehend originalem Erscheinungsbild, Teil der historischen Ortsstruktur in zentraler Lage, baugeschichtlich von Bedeutung. Erdgeschoss massiv, ursprünglich fü,f mal sieben Achsen, verputzt, Natur-, Fenster- und Türgewände, klassizistischer Türsturz mit gerader Verdachung, Zahnschnitt und Bezeichnung, das Fachwerk-Obergeschoss mit originalen Öffnungsgrößen zum Teil mit verbrettert, zum Teil mit Asbestplatten verkleidet, Krüppelwalmdach. | 09209399 |
| Direkt Bild zu diesem Denkmal hochladen | Wohnstallhaus eines Vierseithofes | Schulstraße 12 (Karte)                  | bezeichnet 1860, im Kern älter                  | Obergeschoss Fachwerk, zeit- und regionaltypisches Bauernhaus, Teil der historischen Dorfstruktur zwischen Kirche und Schule, baugeschichtlich von Bedeutung. Erdgeschoss massiv, verputztes Ziegelmauerwerk, Gewände in Hilbersdorfer Porphyrtuff, klassizistisches Türgewände, intakte Fassadenstruktur (Stall- und Wohnteilfenster in originaler Größe), Obergeschoss Fachwerk, verschiefert, Satteldach, historischer Fensterbestand verloren. Hofbaum: Linde | 09209398 |
| Direkt Bild zu diesem Denkmal hochladen | Gemeindesaal des Diakonats (ohne Hauptgebäude) | Schulstraße 20 (Karte)                  | 1898, laut Literatur                            | Im weitgehend originalen Erscheinungsbild erhaltener, ursprünglich von den kirchlichen Vereinen des Ortes genutzter Gebäudeteil in zentraler Lage unweit der Kirche, hoher Erinnerungswert, ortsgeschichtlich von Bedeutung. Eingeschossiger massiver Putzbau, zeitgleich an das zweigeschossige, analog gestaltete, jedoch stärker überformte Hauptgebäude des Diakonates angebaut, Granit-Polygonalmauerwerksockel, die Putzfassade in Anlehnung an die originale Gestaltung erneuert mit fünf lisenengerahmten Feldern und über Lisenen und Rücklagen durchlaufender waagerechter Putznutung, in drei Feldern unter runden Überfangbögen dreifach gekoppelte Rundbogenfenster mit Werksteingewänden, im zweiten von rechts die rundbogige Türöffnung mit geputzter Portikusrahmung mit Giebel, davor jüngere gerade Freitreppe, im linken keine Öffnung, das flache Krüppelwalmdach mit Schieferdeckung, die Tür und die Fenster neu, in Anlehnung an die originale Substanz gestaltet (die Tür zum Beispiel mit gesprosstem, rundbogigen Oberlicht), an der Ostseite des Hauptgebäudes hat sich noch originaler Putz mit Gliederung erhalten. | 09209408 |
|                                         | Pfarrhaus | Schulstraße 22 (Karte)                  | bezeichnet 1833                                 | Obergeschoss Fachwerk verschiefert, in gutem Originalzustand erhaltener zeit- und regionaltypischer Bau, Teil des Ensembles um die Kirche und der historischen Dorfstruktur, baugeschichtlich und ortsgeschichtlich von Bedeutung. Erdgeschoss massiv und verputzt mit Porphyrtuffgewänden und klassizistischem Türgewände mit gerader Verdachung und Zahnschnitt, im Inschriftfeld „Pastor Wohnung 1833“, das Fachwerk-Obergeschoss verschiefert, östliche Erweiterung um 1900 mit Eingangsvorhaus in angepasster Gestaltung, das steil bis mäßig geneigte Krüppelwalmdach des alten und das steile überstehende Satteldach des Anbaues mit Preolitschindeldeckung, die historischen Fenster verloren, die neuen mit Galgenfensterteilung, das kleine Nebengebäude (kein Denkmal) ebenfalls mit Krüppelwalmdach. | 09209397 |
| Weitere Bilder                          | Sachgesamtheit Kreuzkirche Lugau mit Kirchhof und Friedhof: Kirche, Glockenturm, Kriegerdenkmal für die Gefallenen des Kriege 1870/71 und Kriegerdenkmal für die Gefallenen des 1. Weltkrieges, Gedenkstein für die Opfer des Grubenunglückes 1867, Gedenkstein für Albert Dufour sowie Grabmale der Familie Carl Robert Müller auf dem Kirchhof, weiterhin Leichenhalle und die drei Grufthäuser der Familien Facius, Schraps sowie Thümel und Voitel auf dem Friedhof (siehe Einzeldenkmalliste – Obj. 09209395), dazu der Kirchhof und der angrenzende Friedhof (mit Alleepflanzungen und altem Baumbestand, Gartendenkmale) | Schulstraße 24 (Karte)                  | 1842–1843 (Kirche)                              | Ensemble von ortsgeschichtlicher, baugeschichtlicher, städtebaulicher sowie künstlerischer Bedeutung. - Kirchhof: Ohne erkennbar strukturierte Gestaltung um die Kirche angelegter begrünter Freiraum mit vor allem vor der Kirche (straßenseitig) angeordneten Gedenksteinen oder Kriegerdenkmalen, die Fläche wohl etwa mit dem mittelalterlichen Bereich des Kirchhofs identisch. - Kirche und Turm: (siehe Dehio Sachsen II, S. 659 und 660) Der Turm wohl erst nachträglich zum Glockenturm, erhöhter bzw. ungenutzter Torturm des Eingangs zum mittelalterlichen befestigten Kirchhof. - Kriegerdenkmal für die Gefallenen des Deutsch-Französischen Krieges: Relativ grob-kubischer, etwa 3 m hoher wohl sandsteinerner Obelisk über gedrungen rechteckigem Grundriss auf Granitsockel, das Eiserne Kreuz und wohl ehemalige vorhandene Schrift entfernt. - Gedenkstein für die Opfer des Grubenunglücks 1867: Recht grob kubischer und etwa drei Meter hoher granitener Obelisk mit allseitig eingemeißelten Namen der Opfer und im unteren Bereich gekreuzten und lorbeerumkränzten Bergmannhämmern, erneuert 1907 und 1970. - Kriegerdenkmal für die Gefallenen des Ersten Weltkrieges: Fünf in die östliche Außenwand des Glockenturmes eingelassene Natursteinplatten mit den eingemeißelten Namen der Gefallenen, zwischen der vierten und fünften Platte auf etwa 1,5 Meter hohem Natursteinsockel wohl granitenen Plastik eines leidenden oder sterbenden Mannes (Oberkörper und nach rechts gewandter Kopf). - Unleserlicher Gedenkstein für Albert Dufour von 1863 (?): Etwa ein Meter hoher granitener Kubus mit zweifach gestuftem Sockel, auf mehreren Seiten inzwischen unleserliche, eingemeißelte Schrift (inhaltlicher Bezug zum Bergbau) und unter anderem die Jahreszahl (soweit ersichtlich) 1863, laut Auskunft für den Leipziger Bankier Albert Dufour, der den Steinkohlebergbau finanziell unterstützte. - Grabstein Fam. C. R. Müller: Relativ breiter und hoher, wohl sandsteinerner und ädikulaartig gestalteter Stein mit Segmentbogengiebel, frühestes Sterbejahr 1881. - Friedhofsanlage: Mittige Längsachse und vier Querachsen jeweils mit Alleepflanzung (Linden), nach Osten anschließend jüngere, weniger strenge Erweiterung ohne gliederndes Großgrün (kein Denkmal). - Leichenhalle: Massiver Putzbau mit flachem Satteldach, symmetrisch gegliedert, in die Längsachse des Friedhofs weisende Fassade, diese mit drei Rundbogeneingängen mit zweiflügeligen Türen und Oberlichtern mit Sprossen. - Grufthaus der Familie des Spinnereibesitzers Facius: Auf eine der Querachsen der Friedhofanlage orientiertes kleines tempelartiges Häuschen über etwa quadratischem Grundriss, die Säulen in dorischer Ordnung, an der Rückwand Rundbogennische mit Christusfigur, mit Christusfigur, die Decke kassettiert. - Grufthaus der Gutsbesitzerfamilie Schraps: Kleines tempelartiges Häuschen über etwa quadratischem Grundriss, die Säulen in ionischer Ordnung, im Giebeldreieck plastische Darstellung kindlicher Engel und floraler Motive, auf der Giebelspitze und an den Ecken Akroterien aufgesetzt, die Decke als Tonne ausgebildet, die Rückwand mit flacher Rundbogennische und Tafel mit figürlicher plastischer Darstellung. - Grufthaus der Familien Thümel und Voitel: Schlichter, wohl nachträglich reduzierter oder veränderter Bau über quadratischem Grundriss mit Rundbogentür, die originale Tür zweiflügelig und schmiedeeisern, flacher darüberliegender Giebel, kantiges Profil. | 09209396 |
| Weitere Bilder                          | Einzeldenkmale der Sachgesamtheit Kreuzkirche Lugau mit Kirchhof und Friedhof: Kirche, Glockenturm, Kriegerdenkmal für die Gefallenen des Kriege 1870/71 und Kriegerdenkmal für die Gefallenen des 1. Weltkrieges, Gedenkstein für die Opfer des Grubenunglückes 1867, Gedenkstein für Albert Dufour sowie Grabmale der Familie Carl Robert Müller auf dem Kirchhof, weiterhin Leichenhalle und die drei Grufthäuser der Familien Facius, Schraps sowie Thümel und Voitel auf dem Friedhof (siehe auch Sachgesamtheitsliste – Obj. 09209396)                                                                                    | Schulstraße 24 (Karte)                  | 1842–1843, später erweitert                     | Saalkirche mit Querhaus, eingezogenem Chor und Dachreiter, im Rundbogenstil des 19. Jahrhunderts, 1906 neoromanisch überformt, Glockenturm ursprünglich mittelalterlicher Torturm des befestigten Kirchhofs, Ensemble von ortsgeschichtlicher, baugeschichtlicher, städtebaulicher sowie künstlerischer Bedeutung. Beschreibung siehe oben. | 09209395 |
| Direkt Bild zu diesem Denkmal hochladen | Wohnhaus in offener Bebauung | Südstraße 5 (Karte)                     | bezeichnet 1836                                 | Obergeschoss Fachwerk verschiefert, authentisch erhaltener zeit- und regionaltypischer Bau, Teil der historischen Wohnhausbebauung des Ortes, baugeschichtlich von Bedeutung. Erdgeschoss massiv und verputzt, und mit Naturstein-Fenstergewänden sowie klassizistische Türgewände mit gerader Verdachung, rückwärtig querhausartiger Anbau und Abortanbau, Obergeschoss Fachwerk, verschiefert, mit originalen Fenstergrößen, Krüppelwalmdach mit altdeutscher Schieferdeckung. | 09209383 |
| Direkt Bild zu diesem Denkmal hochladen | Seitengebäude, Scheune und Hofeinfriedung eines Dreiseithofes | Talstraße 10 (Karte)                    | wohl um 1800                                    | Fachwerkgebäude, Teil der historischen Dorfstruktur, am Seitengebäude wohl noch eine heute schon seltene Oberlaube erhalten, baugeschichtlich von Bedeutung. - Seitengebäude: Erdgeschoss massiv mit ursprünglicher Fassadenstruktur, das Obergeschoss relativ weit vorkragend mit unter der Verbretterung erhaltener Oberlaube, das Satteldach mit Preolitschindeldeckung und ohne Aufbauten. - Scheune: Große, wohl vierzonige Durchfahrtsscheune mit Drempel, das Erdgeschoss massiv und verputzt, hofseitig mit Anbau und rückseitig mit nachträglichem Garageneinbau, der Drempel Fachwerk, am Giebel und Giebeldreieck verschiefert, teils historische Holztore erhalten, mäßig geneigtes Satteldach mit Dachüberstand und profilierten Sparren- und Pfettenenden, zum Seitengebäude wohl jüngerer Zwischenbau mit Hocheinfahrt. Mit dem in der Kubatur erhaltenem Wohnstallhaus einen zeittypischen und landschaftstypischen Bauernhof bildende Gebäudegruppe. | 09209394 |
| Direkt Bild zu diesem Denkmal hochladen | Wohnhaus eines Bauernhofes | Talstraße 21 (Karte)                    | 1. Hälfte 19. Jahrhundert                       | Obergeschoss Fachwerk, in weitgehend originalem Erscheinungsbild erhalten, zeit- und landschaftstypischer Bau, Teil der historischen Dorfstruktur, baugeschichtlich von Bedeutung. Erdgeschoss massiv, verputzt, teils liegende Fenster, Obergeschoss Fachwerk (zweiErdgeschossriegelig mit einigen stockwerkshohen Streben, auf der westlichen Gebäudeseite ohne Streben), mit originalen Öffnungsgrößen, steiles Satteldach mit Schieferdeckung und eine stehenden wohl jüngeren Gaupe. | 09209393 |
| Direkt Bild zu diesem Denkmal hochladen | Wohnstallhaus und Wassertrog eines Vierseithofes | Talstraße 28 (Karte)                    | 2. Hälfte 18. Jahrhundert                       | Obergeschoss strebenreiches Fachwerk, zeit- und regionaltypischer Bau, Teil der historischen Dorfstruktur, baugeschichtlich von Bedeutung. Erdgeschoss massiv (wohl nachträglich massiv unterfahren), Putz der 1970er Jahre, weitgehend intakte Fassadenstruktur, nur im Stubenbereich verbreitertes Fenster, Obergeschoss Fachwerk, teils verschiefert, auf der Hofseite sichtig (zweiriegelig mit reicher regelmäßiger Verstrebung), die Kopfriegel über den Fenstern erhöht, steiles Satteldach mit überstehenden Sparrenenden und altdeutscher Schieferdeckung, der Wassertrog aus Granit. | 09209392 |
| Direkt Bild zu diesem Denkmal hochladen | Häuslerhaus | Talstraße 43 (Karte)                    | 2. Hälfte 19. Jahrhundert                       | Obergeschoss Fachwerk verschiefert, mit seinem Umfeld authentisch erhaltener, zeittypischer Bau am Bach, Teil der historischen Dorfstruktur, baugeschichtlich sowie sozialhistorisch von Bedeutung. Schlichter zweigeschossiger Bau über gedrungen rechteckigem Grundriss mit relativ hohem Obergeschoss und steil bis mäßig geneigtem Satteldach ohne Aufbauten, das massive Erdgeschoss mit originalen Öffnungsgrößen und wohl 1920er Jahre Putz (rot-ocker durchgefärbter Edelputz), das Fachwerk-Obergeschoss mit originalen Öffnungsgrößen und schlichter, jedoch schöner und gut erhaltener Zierverschieferung, das Dach und die Giebeldreiecke ebenfalls schiefergedeckt oder -verkleidet, überwiegend originaler Fensterbestand (Galgenfenster mit Sechserteilung), die Einfriedung mit einfachen kunststeinernen Zaunsäulen (die Ansichtsseiten mit einfacher umlaufender Spiegelrahmung und Holzlattenzaunsfeldern), schöne Streuobstwiese. | 09209413 |
| Direkt Bild zu diesem Denkmal hochladen | Wohnhaus eines Zweiseithofes | Talstraße 60 (Karte)                    | wohl 18. Jahrhundert                            | Obergeschoss Fachwerk verschiefert, weitgehend original erhaltener zeit- und landschaftstypischer Bau in bildprägender Kurvenlage an der Hauptstraße, Teil der historischen Dorfstruktur, baugeschichtlich von Bedeutung. Erdgeschoss massiv (verputztes Ziegelmauerwerk, wohl nachträglich unterfahren) mit historischen Öffnungsgrößen, zum Teil Werksteingewände, das leicht vorkragende Obergeschoss in Fachwerk mit Schablonenschieferverkleidung, original, relativ hoch angeordnete und kleine Fensteröffnungen (eventuell einriegeliges Fachwerk), Krüppelwalmdach mit langem Dachhecht und Preolitschindeldeckung, historische Fenster verloren, die Erdgeschoss Fenster mit Läden (wohl um 1900). | 09209391 |
| Direkt Bild zu diesem Denkmal hochladen | Wohnstallhaus, Scheune und zwei Hofbäume eines Zweiseithofes | Untere Hauptstraße 44 (Karte)           | 18. Jahrhundert                                 | Wohnstallhaus Obergeschoss Fachwerk verschiefert, authentisch erhaltener zeit- und regionaltypischer Bauernhof, Teil der historischen Ortsstruktur, baugeschichtlich von Bedeutung. - Wohnstallhaus: Erdgeschoss massiv, verputzt, Naturstein-Fenstergewände und -Türgewände, das klassizistische Türgewände mit gerader Verdachung und Zahnschnitt, Obergeschoss Fachwerk mit Zierverschieferung, an einer Giebelseite massiv unterfahrener Aborterker, verschiefert, Satteldach mit altdeutscher Schieferdeckung, originale Fenstergrößen, in den Fenstergewänden Kloben der Fensterläden erhalten. - Scheune: Kleiner im Winkel zum Wohnstallhaus errichteter, dreizoniger Bau mit teils massiv und verputzter, teils verbretterter Fachwerk-Konstruktion, hofseitig weiter Dachüberstand, hohes Krüppelwalmdach mit altdeutscher Schieferdeckung. | 09209385 |
| Direkt Bild zu diesem Denkmal hochladen | Häuslerhaus | Untere Hauptstraße 55 (Karte)           | 1. Hälfte 19. Jahrhundert                       | Obergeschoss Fachwerk, in weitgehend originalem Erscheinungsbild erhalten, Teil der historischen Dorfstruktur, sozialhistorisch von Bedeutung. Gebäude komplett saniert, Erdgeschoss massiv, verputzt und mit rückwärtigem Anbau, Obergeschoss Fachwerk (aufgebrettert), zweiriegelig mit stockwerkshohen Streben, teils verschiefert, Satteldach (neuer Dachstuhl) mit Schieferdeckung, Sprossenfenster und Fensterläden in annähernd historischer Form ersetzt. | 09209386 |
| Direkt Bild zu diesem Denkmal hochladen | Wohnhaus in offener Bebauung | Untere Hauptstraße 63 (Karte)           | um 1905                                         | Putzbau mit Fachwerkelementen, authentisch erhaltener Bau aus der Phase der gründerzeitlichen Überformung des unteren Ortsteils, ortsentwicklungsgeschichtlich und baugeschichtlich von Bedeutung. Eingeschossiger, massiver Putzbau auf Natursteinquadersockel mit Mittelrisalit, Drempel und ausgebautem und mäßig geneigtem, überstehendem Krüppelwalmdach, Dacherker in Mansarddachform, seitlicher Eingang unter arkadenartig eingezogener Ecke, Dachgeschossbereich Zierfachwerk, einfache Putzgliederungen, Fenstergewände mit Verzierung (Anklänge an Jugendstil), originale Galgenfenster und zweiflüglige Haustür mit Oberlicht erhalten. | 09209387 |
| Direkt Bild zu diesem Denkmal hochladen | Seitengebäude eines Bauernhofes | Untere Hauptstraße 71 (Karte)           | um 1800                                         | Obergeschoss strebenreiches Fachwerk, in gutem Originalzustand erhaltenes älteres regionaltypisches Wirtschaftsgebäude, Teil der historischen Dorfstruktur, baugeschichtlich von Bedeutung. Erdgeschoss massiv und verputzt mit zwei älteren segmentbogigen und zwei jüngeren gerade abschließenden Toröffnungen und dazwischen liegender historischer Türöffnung sowie Stallfenstern, das Fachwerk-Obergeschoss zirka 30 Zentimeter vorkragend (strebenreiches und regelmäßiges Fachwerk, zweiriegelig), Satteldach mit Dachpappe, teils historische Holztore. | 09209388 |
| Direkt Bild zu diesem Denkmal hochladen | Wohnhaus | Untere Hauptstraße 75 (Karte)           | 1886 laut Auskunft                              | Etwas aufwändiger gegliederter gründerzeitlicher Putzbau, Beispiel für die beginnende städtische Überformung der historischen Dorfstruktur, ortsentwicklungsgeschichtlich und baugeschichtlich von Bedeutung. Symmetrisch gegliederter zweigeschossiger Putzbau mit zweiachsigem Mittelrisalit und Dacherker, das flach bis mäßig geneigte und ausgebaute Dach mit weitem Überstand, geschweift gesägten Sparren- und Pfettenenden sowie zum Teil erhaltenen Laubsägeornament in den Giebelspitzen, die straßenseitige Fassade mit profiliertem Trauf- und Brüstungsgesims im Obergeschoss sowie mit profilierten und gerade verdachten Fensteröffnungen, im Obergeschoss mit Konsolen, das Dach ohne Aufbauten mit altdeutscher Schieferdeckung, die Fenster jünger (DDR-Zeit), das Gebäude wurde als Wohnhaus des Dorfarztes gebaut, im Gebäude westlich des Wohnhauses war ehemals ein kleines Krankenhaus untergebracht (kein Denkmal). | 09209389 |
| Weitere Bilder                          | Halde des ehemaligen Carl-Schachtes | Zechenstraße (Karte)                    | 1852–1904                                       | Relativ hohe, zentral gelegene und durch Wege erschlossene Aufschüttung, nach 1900 teilweise schon abgetragenes Relikt des ältesten Lugauer Schachtes, Zeugnis des Steinkohlebergbaus im Lugau-Oelsnitzer Revier, bergbaugeschichtlich, regionalhistorisch und ortsgeschichtlich sowie landschaftsgestaltend von Bedeutung. Zwischen den alten Kohlebahnen Richtung Vertrauen-Schacht und Richtung Oelsnitz gelegene, bewachsene Aufschüttung, die 1907 im Zusammenhang mit der Schaffung von Gewerbeflächen zum Teil abgetragen wurde, besonders von Norden (aus Richtung des tiefliegenden Stadtgebietes) imposanter Hügel. | 09209411 |
| Weitere Bilder                          | Bergbauanlage mit Mannschaftsbad, Maschinenhalle und eingebauten Teilen der Fördertürme (Gottes-Segen-Schacht-Straße 57b), Pumpenhaus und Teich (Gottes-Segen-Schacht-Straße-, neben Haus-Nr. 52) sowie Halde (Zechenstraße 48) der ehemaligen Doppelschachtanlage Gottes-Segen-Schacht und Glückauf-Schacht | Zechenstraße 48 (Karte)                 | Gebäude um 1900 (Bergbauanlage)                 | Bildprägendes Ensemble in relativ zentraler Lage, trotz Reduktion eindrucksvolle und typische Gruppe oberirdischer Anlagen des Steinkohlebergbaus in Lugau-Oelsnitzer-Revier, bergbaugeschichtlich, regionalgeschichtlich und ortsgeschichtlich sowie landschaftsgestaltend von Bedeutung. Hauptkomplex mit zwei giebelständigen Risaliten, auf Bruchsteinsockel, Einhausung für die Fördertürme eingebaut, Fensteröffnungen segmentbogenförmig mit Metallsprossenfenstern, Vertikalgliederung durch Lisene und horizontal durch schlichte Ziegelfriese, das Pumpenhaus schlichter eingeschossiger Ziegelbau über quadratischem Grundriss von ca. 4 m × 4 m, die Halde heute als Motor-Cross-Strecke genutzt, im Umfeld ehemaliges Huthaus (später auch Gaststätte), Wohn- und andere zur Schachtanlage gehörende Gebäude (in allerdings verändertem Zustand) erhalten, Gottes-Segen-Schacht 1856–1891 abgeteuft, 1938 verfüllt, Glückauf-Schacht 1866–1897, verfüllt 1928–1930. | 09209368 |

## Erlbach-Kirchberg
| Bild                                    | Bezeichnung | Lage                         | Datierung                       | Beschreibung | ID       |
| --------------------------------------- | --- | ---------------------------- | ------------------------------- | --- | -------- |
| Direkt Bild zu diesem Denkmal hochladen | Wohnstallhaus, zwei Seitengebäuden und Scheune eines Vierseithofes                                                        | Alte Schmiedegasse 6 (Karte) | bezeichnet 1830                 | Fachwerkbauten, geschlossen erhaltene Hofanlage, baugeschichtlich von Bedeutung. - Wohnstallhaus: Satteldach, Giebel verbrettert, Fachwerk im Obergeschoss, 1830 massiv unterfahren (Bezeichnet am Türsturz), Fenstergewände und Türstock aus Porphyr. - Erstes Seitengebäude: Satteldach mit einem Schopf, Giebel verbrettert, Fachwerk im Obergeschoss vorkragend, Fenster mit kleingliedriger Glasteilung. - Zweites Seitengebäude: Krüppelwalmdach, Giebel verbrettert, Fachwerk im Obergeschoss, Fenster mit kleingliedriger Glasteilung, Garageneinbau, Scheune: Krüppelwalmdach, Fachwerk, Rückseite und Giebel verbrettert, Durchfahrt mit Holztor. | 09229583 |
| Direkt Bild zu diesem Denkmal hochladen | Wohnstallhaus eines Bauernhofes                                                                                           | Alte Schmiedegasse 8 (Karte) | um 1800                         | Obergeschoss Fachwerk verkleidet, Segmentbogenportal, baugeschichtlich von Bedeutung. Satteldach, Giebel und Obergeschoss hofseitig verkleidet, rückwärtiger Anbau mit Schleppdach, Fenstergewände und Stichbogenportal mit Schlussstein aus Porphyr, ein Fenster im Erdgeschoss und Fenster im Giebel vergrößert. | 09229582 |
| Direkt Bild zu diesem Denkmal hochladen | Wohnstallhaus | Alte Straße 5 (Karte)        | um 1800                         | Obergeschoss Fachwerk verschiefert, baugeschichtliche Bedeutung. | 09301617 |
| Direkt Bild zu diesem Denkmal hochladen | Wohnstallhaus und Seitengebäude (mit Oberlaube) eines Vierseithofes                                                       | Alte Straße 15 (Karte)       | 2. Hälfte 18. Jahrhundert       | Fachwerkbauten, Seitengebäude mit seltener sechsbogiger Oberlaube, baugeschichtlich von Bedeutung. Wohnstallhaus: Satteldach, Fachwerk im Obergeschoss, Rückseite und Giebel verschiefert, Fenster im Erdgeschoss und an der Rückseite des Obergeschoss vergrößert, Seitengebäude Satteldach, sechsbogige Oberlaube, schlechter Erhaltungszustand, ein weiteres Gebäude des ehemaligen Vierseithofes ist im Obergeschoss abgetragen. | 09229574 |
| Direkt Bild zu diesem Denkmal hochladen | Wohnstallhaus, Seitengebäude (mit Oberlaube), Scheune und Hoftor eines ehemaligen Vierseithofes                           | Dorfstraße 43 (Karte)        | nach 1800                       | Fachwerkbauten, Oberlaube verkleidet, baugeschichtlich von Bedeutung. - Wohnstallhaus: Satteldach, Obergeschoss verbrettert, Giebel verschiefert, an der Hofseite Fenster im Erdgeschoss und im Obergeschoss modernisiert, Waschhaus-Anbau. - Seitengebäude mit Heuboden und Stallteil: Satteldach, Giebel verbrettert, Oberlaube mit Brettern verkleidet. - Zweites Seitengebäude: Satteldach, Fachwerk im Obergeschoss, zwei Durchfahrten, gezimmertes Hoftor. | 09229571 |
| Direkt Bild zu diesem Denkmal hochladen | Wohnstallhaus und Scheune eines Bauernhofes                                                                               | Dorfstraße 92 (Karte)        | um 1800                         | Beide Gebäude Obergeschoss Fachwerk, Wohnstallhaus mit Segmentbogenportal, baugeschichtlich von Bedeutung. - Wohnstallhaus: Krüppelwalmdach, Obergeschoss und Giebel verbrettert, Gewölbe und zwei Säulen im Stallteil, Fenstergewände und Stichbogenportal mit Schlussstein aus Porphyr, - Scheune: Krüppelwalmdach, Obergeschoss und Giebel verbrettert, hölzerne Lüftungsgitter. | 09229577 |
| Direkt Bild zu diesem Denkmal hochladen | Wohnstallhaus und Seitengebäude eines Bauernhofes                                                                         | Dorfstraße 112 (Karte)       | Mitte 19. Jahrhundert           | Fachwerkgebäude, baugeschichtlich von Bedeutung. - Wohnstallhaus: Satteldach, Fachwerk im Obergeschoss, Giebel verschiefert (drei Fenster zugesetzt), an der Straßenseite Natursteinsockel, Werksteingewände im Erdgeschoss, neue Türeinrahmung (Klinker). - Seitengebäude: Satteldach, Fachwerk im Obergeschoss, Giebel verschiefert, Werksteingewände im Erdgeschoss. | 09229580 |
| Direkt Bild zu diesem Denkmal hochladen | Wohnhaus, ehemalige Schmiede                                                                                              | Dorfstraße 121 (Karte)       | bezeichnet 1827                 | Obergeschoss Fachwerk verschiefert, ortshistorisch und baugeschichtlich von Bedeutung. Krüppelwalmdach, Obergeschoss und Giebel verschiefert, Fenstergewände und Türstock (bezeichnet „1827“) aus Porphyr, T-Fenster mit weiterer Glasteilung, Eisenzaun als Einfriedung. | 09229589 |
| Direkt Bild zu diesem Denkmal hochladen | Wohnstallhaus und zwei Seitengebäude eines Bauernhofes                                                                    | Dorfstraße 127 (Karte)       | um 1920                         | Wohnstallhaus Putzbau mit Fachwerkgiebelspitze, im Heimatstil, Seitengebäude ältere Fachwerkbauten, baugeschichtlich von Bedeutung. Massiv, Satteldach, Fachwerkschmuck in der Giebelspitze, traufseitig Zwerchgiebel mit Fachwerkschmuck, ein Rundbogenfenster über der Eingangstüre, Fenster- und Türgewände aus Beton, Klappläden an der Giebelseite, vorgelagerte Eingangstreppe. | 09229588 |
| Direkt Bild zu diesem Denkmal hochladen | Wohnstallhaus und nördliches Seitengebäude eines Vierseithofes                                                            | Dorfstraße 141 (Karte)       | um 1800                         | Fachwerkgebäude, baugeschichtlich von Bedeutung. - Wohnstallhaus: Satteldach, Giebel verschiefert. - Seitengebäude: Krüppelwalmdach, Fachwerk im Obergeschoss, Giebel und Rückseite verschiefert. | 09229569 |
| Direkt Bild zu diesem Denkmal hochladen | Wohnstallhaus und drei Seitengebäude eines Vierseithofes                                                                  | Dorfstraße 164; 164a (Karte) | letztes Drittel 19. Jahrhundert | Wohnstallhaus Putzbau mit historisierender Fassade, zwei Seitengebäude Obergeschoss strebenreiches Fachwerk, geschlossen erhaltene Hofanlage in ortsbildprägender Lage, baugeschichtlich von Bedeutung. - Wohnstallhaus (letztes Drittel 19. Jahrhundert): massiv, Satteldach, Dreiecks-Fensterverdachungen, Fenstergewände und Türstock aus Pophyr, Haustüre mit eisernem Schmuckgitter. - Westliches Seitengebäude (2. Hälfte 18. Jahrhundert): Krüppelwalmdach, Giebel verschiefert, Fachwerk im Obergeschoss, Vorlaube, Mitte 19. Jahrhundert massiv unterfahren, Porphyr-Türstock. - Östliches Seitengebäude (2. Hälfte 18. Jahrhundert): Satteldach mit einem Krüppelwalm, Giebel verschiefert, Fachwerk im Obergeschoss, kleinteilige alte Fenster, Mitte 19. Jahrhundert massiv unterfahren, Werkstein-Türstock. - Südliches Seitengebäude: Massiv, Satteldach, Porphyr-Fenstergewände auch im Obergeschoss, zwei Türstöcke (Porphyr) an der Hofseite, straßenseitig zugemauerte Tür (bezeichnet 1853, im Schlussstein) und zugemauertes Tor (bezeichnet 1816, im Schlussstein), Erdgeschoss- und teilweise Obergeschoss-Fenster zugesetzt, Heuaufzug. | 09229561 |
| Direkt Bild zu diesem Denkmal hochladen | Wohnstallhaus, zwei Seitengebäuden, Scheune, Torbogen und Hofpflasterung eines Vierseithofes                              | Dorfstraße 168 (Karte)       | 2. Hälfte 18. Jahrhundert       | Zeit- und landschaftstypische Fachwerkgebäude, geschlossen erhaltener Bauernhof, baugeschichtlich von Bedeutung. - Wohnstallhaus (2. Hälfte 18. Jahrhundert,): Satteldach, Giebel verschiefert, Fachwerk im Obergeschoss, rückwärtig verschiefert, 1868 massiv unterfahren (Türstock, bezeichnet 1868), profilierte Fenstergewände aus Werkstein, alte Fenster. - Nördliches Seitengebäude (um 1800): Stallgebäude mit neunbogiger Oberlaube (zugesetzt), Fachwerk im Giebel, Satteldach. - Südliches Seitengebäude (um 1700): Satteldach, Giebel und rückwärtig verschiefert, achtbogige Oberlaube (geblattete Kopfbänder, zugesetzt), Schiebefenster, hölzerner Türstock, waagerecht geteilte Tür. - Scheune (um 1800): Satteldach, Giebel verschiefert, hofseitig und rückseitig Fachwerk im Obergeschoss und im Erdgeschoss (durch Drempel erweitert), eingebaute Tormauer (schiefergedeckt) mit Rundbogen, Holztor, Hofpflasterung, markante Lage im Ortsbild (Hanglage). | 09229562 |
| Direkt Bild zu diesem Denkmal hochladen | Wohnhaus | Dorfstraße 169 (Karte)       | um 1800                         | Strebenreiches Fachwerk im Obergeschoss, baugeschichtlich von Bedeutung. Steiles Satteldach, rundherumlaufendes Fachwerk im Obergeschoss, Rückseite und Giebel verschiefert. | 09229563 |
| Direkt Bild zu diesem Denkmal hochladen | Wohnhaus und Seitengebäude eines Dreiseithofes                                                                            | Dorfstraße 186 (Karte)       | um 1905                         | Wohnhaus stattlicher zeittypischer Putzbau, Fachwerk-Seitengebäude der Spätphase des Holzhausbaus, baugeschichtlich von Bedeutung. - Wohnhaus: Massiv, mit Vorhangbögen, zweigeschossig, Satteldach. - Seitengebäude: Satteldach, Dacherker mittig mit Schwebegiebel und Taubenhaus, schmuckreiches Fachwerk im Obergeschoss, Erdgeschoss verändert. | 09229558 |
| Direkt Bild zu diesem Denkmal hochladen | Wohnstallhaus, Seitengebäude, Scheune und Bauerngarten eines Dreiseithofes                                                | Dorfstraße 189 (Karte)       | um 1800                         | Wohnstallhaus und Seitengebäude Obergeschoss Fachwerk verbrettert, Fachwerk-Scheune, baugeschichtlich und wirtschaftsgeschichtlich von Bedeutung. - Wohnstallhaus: Satteldach, Obergeschoss und Giebel verbrettert, Fenster im Giebel, im Erdgeschoss und teilw. im Obergeschoss vergrößert. - Seitengebäude: Satteldach, Obergeschoss verbrettert, kleinteilige Fenster, Scheune: Satteldach, Fachwerk im Obergeschoss und im Erdgeschoss, rückwärtig verbrettert, zwei Durchfahrten Bauerngarten mit Holzlattenzaun. | 09229559 |
| Direkt Bild zu diesem Denkmal hochladen | Wohnstallhaus, zwei Seitengebäuden, Scheune und Göpelring eines Vierseithofes                                             | Gärtnereiweg 6 (Karte)       | im Kern 18. Jahrhundert         | Zeit- und landschaftstypische Fachwerkgebäude, geschlossen erhaltener Hof, baugeschichtlich von Bedeutung. - Wohnstallhaus: Krüppelwalmdach, Obergeschoss verkleidet, Fenster an der Hofseite vergrößert. - Erstes Seitengebäude: Satteldach, Obergeschoss verbrettert, Heuaufzug, - Zweites Seitengebäude mit Stallteil und vorkragende (verbretterter Oberlaube?) (nach 1720): Satteldach, Giebel und Obergeschoss rückseitig verkleidet. - Scheune (um 1800): Satteldach, an der Hofseite und rücks. Fachwerk (Ständer), Schiebefenster, auf dem Hof sehr gut erhaltener Göpelring. | 09229564 |
| Weitere Bilder                          | Kirche mit Ausstattung | Kirchweg (Karte)             | 1822–1823, im Kern älter        | Saalkirche mit Dachreiter, ein rechteckiger Bau mit angebauter Sakristei, interessante Inneneinrichtung, baugeschichtlich und ortsgeschichtlich von Bedeutung. - Kirche: vergleiche Dehio S. 93. - Ehrenmal für die Gefallenen des Ersten Weltkrieges (1925): Stein mit Relief (trauernde Frau) unter einer riesigen Eiche stehend, Inschrift: „Die Helden tot, das Volk in Not. In Dankbarkeit, die Gemeinde Kirchberg“. | 09229576 |
| Direkt Bild zu diesem Denkmal hochladen | Denkmal für die Gefallenen des Ersten Weltkrieges und Gedenkstein für die Gefallenen des Krieges 1870/71 auf dem Kirchhof | Kirchweg (Karte)             | Nach 1871; bezeichnet mit 1925  | Ortsgeschichtlich von Bedeutung. - Ehrenmal für die Gefallenen des Ersten Weltkrieges: Stein mit Relief (trauernde Frau) unter einer riesigen Eiche stehend, Inschrift „Die Helden tot, das Volk in Not. In Dankbarkeit, die Gemeinde Kirchberg“ - Gedenkstein für die Gefallenen 1870/71: aufgeschlagenes Buch auf einem Ziegelsockel unter der Eiche | 09307437 |
| Direkt Bild zu diesem Denkmal hochladen | Ehemalige Schule, heute Wohnhaus                                                                                          | Kirchweg 10 (Karte)          | bezeichnet 1771                 | Obergeschoss Fachwerk, hübsches Segmentbogenportal, baugeschichtlich von Bedeutung. Krüppelwalmdach, Obergeschoss und Giebel verschiefert, rückwärtiges Obergeschoss verbrettert, Fenstergewände und Stichbogenportal aus Porphyr (Inschrift im Schlussstein: „Johann Michael Schütz, Schulmeister, 1771“), vorgelagerte Eingangstreppe. | 09229575 |
| Direkt Bild zu diesem Denkmal hochladen | Wohnstallhaus, zwei Seitengebäude (eines mit Oberlaube) und Torbogen eines ehemaligen Vierseithofes                       | Mühlweg 4 (Karte)            | um 1720                         | Fachwerkgebäude, Wohnstallhaus Obergeschoss Fachwerk mit K-Streben, westliches Seitengebäude mit seltener fünfbogiger Oberlaube, baugeschichtlich von Bedeutung. - Wohnstallhaus (um 1720): Satteldach, Giebel verbrettert, Hof und Rückseite Fachwerk im Obergeschoss (halbe Mann-Figuren), Porphyr-Türstock (bezeichnet 1807), Fenster im Erdgeschoss vergrößert. - Erstes Seitengebäude (2. Hälfte 18. Jahrhundert): Satteldach, Giebel verschiefert, fünfbogige Oberlaube, Schiebefenster. - Zweites Seitengebäude (2. Hälfte 18. Jahrhundert): Satteldach, Giebel verschiefert, Fachwerk im Obergeschoss, Fenster mit kleingliedriger Glasteilung, - Torbogen mit Schlussstein (bezeichnet 1807) und Holztor. | 09229585 |
| Direkt Bild zu diesem Denkmal hochladen | Wohnstallhaus eines ehemaligen Dreiseithofes                                                                              | Neue Straße 8 (Karte)        | 1. Hälfte 19. Jahrhundert       | Obergeschoss Fachwerk, baugeschichtlich von Bedeutung. | 09229579 |
| Direkt Bild zu diesem Denkmal hochladen | Kirche (mit Ausstattung)                                                                                                  | Pfarrweg (Karte)             | 1871                            | Saalkirche mit eingezogenem Chor und Westturm, ein Kirchenbau der Gründerzeit im Rundbogenstil, mit älterem Turm und spätgotischem Portal, baugeschichtlich, ortsgeschichtlich und ortsbildprägend von Bedeutung. | 09229566 |
| Direkt Bild zu diesem Denkmal hochladen | Pfarrhaus, Seitengebäude (mit Oberlaube), Schauer und Hoftor eines Pfarrhofes                                             | Pfarrweg 3 (Karte)           | bezeichnet 1756                 | Fachwerkgebäude, Pfarrhaus mit Korbbogenportal, Seitengebäude mit seltener achtbogiger Oberlaube, ortshistorisch und baugeschichtlich von Bedeutung. - Ehemaliger Vierseithof, dessen Scheune in den 1980er-Jahren abgebrannt ist. - Pfarrhaus: Walmdach, Obergeschoss straßenseitig verschiefert, sonst umlaufend Fachwerk, profilierte Fenstergewände und zwei Türstöcke aus Porphyr (beide im Schlussstein bezeichnet 1756), schöne alte zweiflüglige Holztüre mit Oberlicht. - Seitengebäude mit achtbogiger Oberlaube: Satteldach, Giebel verbrettert, neuerer Dachausbau (zwei Schleppluken), gezimmerter Schauer mit Satteldach, Holztor. - Hofpflasterung teilweise erhalten. | 09229565 |
| Direkt Bild zu diesem Denkmal hochladen | Wohnstallhaus eines Bauernhofes                                                                                           | Pfarrweg 8 (Karte)           | 2. Hälfte 18. Jahrhundert       | Obergeschoss Fachwerk, nahe der Kirche gelegener Hof, baugeschichtlich von Bedeutung. Satteldach, Fachwerk im Obergeschoss, Rückseite und Giebel verschiefert, im Erdgeschoss verändert, Waschhaus-Anbau. | 09229567 |
| Direkt Bild zu diesem Denkmal hochladen | Wohnstallhaus eines Bauernhofes                                                                                           | Pfarrweg 14 (Karte)          | um 1800                         | Obergeschoss Fachwerk, nahe der Kirche gelegener Hof, baugeschichtlich von Bedeutung. Krüppelwalmdach, Giebel massiv, hofseitig Fachwerk im Obergeschoss, an der Rückseite Obergeschoss verkleidet und ein Erdgeschoss-Fenster vergrößert. | 09229568 |
| Direkt Bild zu diesem Denkmal hochladen | Wohnstallhaus, Seitengebäude und Scheune eines Bauernhofes, mit Hofpflasterung sowie Bauerngarten mit Einfriedung         | Waldstraße 12 (Karte)        | bezeichnet 1846                 | Wohnstallhaus Obergeschoss Fachwerk, Wirtschaftsgebäude Putzbauten mit Ziergiebel, baugeschichtlich von Bedeutung. - Wohnstallhaus: Mansarddach mit Krüppelwalm, vorkragendes Dachhäuschen mit Aufzugsvorrichtung an der Hofseite, Fachwerk im Obergeschoss und im Giebel, anderer Giebel und Rückseite verschiefert, Kreuzgratgewölbe und Säule im Stallteil, profilierte Werkstein-Fenstergewände, Klappläden an der Giebelseite. - Seitengebäude mit Stall: Massiv, Satteldach, vorgeblendeter Volutengiebel mit Kugelaufsatz, Zwillingsfenster. - Scheune: Massiv, Satteldach, vorgeblendeter Volutengiebel mit Kugelaufsatz, Zwillingsfenster. - Reste der Hofpflasterung. - Bauerngarten mit Eisenzaun. | 09229556 |

## Ursprung
| Bild                                    | Bezeichnung                                                                                                | Lage                            | Datierung          | Beschreibung | ID       |
| --------------------------------------- | --- | ------------------------------- | ------------------ | --- | -------- |
| Weitere Bilder                          | Ehemalige Wartehalle, Abtritt, sowie fünf Lichtmasten eines Bahnhofs                                       | Alte Flockenstraße (Karte)      | 1910               | Gleiskörper und Schienen (im Bereich der 113 m langen Bahnsteigkante), verkehrshistorische Bedeutung. Eingeweiht am 23. November 1910, Straßenzuordnung: Staatsstraße S 246, eingeschossig mit Drempel, Fachwerk-Konstruktion mit Holzverschalung, Fenster mit Sprossenteilung, Türöffnungen und Beschilderung verändert,flach geneigtes Satteldach, Denkmalwert: verkehrshistorische Bedeutung. An der Eisenbahnstrecke Neuoelsnitz–Wüstenbrand, heute Strecke eingestellt (am km 7,88), Abtritt zwar vom Bahnhof Niederrabenstein transloziert und in Stand gesetzt, aber an originalem Standort des ehemaligen Abortes von Ursprung. | 09229273 |
| Direkt Bild zu diesem Denkmal hochladen | Wohnstallhaus, Seitengebäude (mit Oberlaube), Scheune und Hoftor eines Vierseithofes                       | Oberlungwitzer Straße 4 (Karte) | bezeichnet 1829    | Fachwerkgebäude, Seitengebäude mit bemerkenswerter Oberlaube, baugeschichtlich von Bedeutung. - Wohnstallhaus: Walmdach, Obergeschoss verbrettert, Fenstergewände und Türstock (bezeichnet 1829) aus Sandstein, Klappläden im Erdgeschoss. - Seitengebäude (um 1700): Satteldach, sechsbogige Oberlaube (Kopfbänder verblattet), Werksteingewände im Erdgeschoss. - Scheune: Satteldach, drei kleine geschweifte Dachluken, Holzverbretterung, gezimmertes Hoftor. | 09229666 |
| Direkt Bild zu diesem Denkmal hochladen | Wohnstallhaus, Seitengebäude und Scheune eines ehemaligen Vierseithofes                                    | Spielstraße 6 (Karte)           | 1844 laut Auskunft | Zeit- und landschaftstypische Fachwerkgebäude, baugeschichtlich von Bedeutung. - Wohnstallhaus: Krüppelwalmdach, Fachwerk im Obergeschoss, Rückseite und Giebel verschiefert. - Seitengebäude: Satteldach mit einem Schopf, Obergeschoss und ein Giebel verschiefert, ein Giebel verbrettert, 16-Scheiben-Fenster, Heuaufzug. - Scheune: Krüppelwalmdach, eine Gaupe, Giebel verbrettert, Fachwerk im Obergeschoss und im Erdgeschoss, gezimmertes Hoftor, neuere Hofpflasterung, 1842 abgebrannt, 1844 wiederaufgebaut (mündliche Auskunft).                                                                                           | 09229667 |
|                                         | Kirche (mit Ausstattung), Gedenktafel für die Gefallenen des Ersten Weltkrieges an der Kirche und Kirchhof | Untere Dorfstraße (Karte)       | 1725–1729          | Barocke Saalkirche mit Dachreiter, nach Brandschaden 1974 (nur der Altar blieb erhalten) Inneneinrichtung aus verschiedenen Kirchen zusammengetragen, baugeschichtlich von Bedeutung. Kirche 1974 abgebrannt, Walmdach, Dachreiter und Gaupen in den 1970er Jahren neu aufgebaut, nur der wertvolle Altar des Bildschnitzers Peter Breuer konnte gerettet werden, Ausstattung sonst aus den 1980er Jahren, zum Teil wiederverwendete Ausstattungsstücke (Empore aus der St. Niklas-Kirche Ehrenfriedersdorf). | 09229669 |
| Direkt Bild zu diesem Denkmal hochladen | Pfarrhaus und Seitengebäude eines Pfarrhofes                                                               | Untere Dorfstraße 3 (Karte)     | bezeichnet 1849    | Pfarrhaus stattliches Gebäude mit verschiefertem Fachwerk-Obergeschoss, baugeschichtlich von Bedeutung. - Pfarrhaus: Krüppelwalmdach, Obergeschoss und Giebel verschiefert, Fenstergewände und Türstöcke aus Porphyr, alte Haustüre mit eisernem Schmuckgitter und Klinke, dem Eingang vorgelagerte Natursteinstufen, Klappläden im Erdgeschoss, flache Hausterrasse, im Kern älter, - Seitengebäude: Satteldach, profilierte Fenstergewände und Stichbogenportal aus Porphyr, ein Fenster im Giebel vergrößert, - Pfarrgarten mit Einfriedung (Holzzaun, steinerne Zaunsäulen).                                                        | 09229668 |
| Direkt Bild zu diesem Denkmal hochladen | Wohnstallhaus eines Bauernhofes                                                                            | Untere Dorfstraße 38 (Karte)    | um 1800            | Obergeschoss Fachwerk verkleidet, baugeschichtliche Bedeutung. Intaktes Wand-Öffnungs-Verhältnis. | 09301619 |
| Direkt Bild zu diesem Denkmal hochladen | Wohnstallhaus und Seitengebäude eines Dreiseithofes                                                        | Wiesenweg 1 (Karte)             | um 1800            | Zeit- und landschaftstypische Fachwerkbauten, baugeschichtliche Bedeutung. Obergeschoss Fachwerk verkleidet. | 09301620 |